# Chanoines réguliers des frères de la vie commune
Les chanoines réguliers des frères de la vie commune (en latin : Canonici Regulares Sancti Augustini Fratrum a Vita Communi) sont un institut de vie consacrée de chanoines réguliers faisant partie de la confédération des chanoines réguliers de saint Augustin.

## Historique
La congrégation est fondée en 1975 au monastère de Mariabronnen (Weilheim in Oberbayern, Bavière) pour vivre selon l'héritage spirituel des Frères de la vie commune ; cette communauté est fondée en 1381 par Florens Radewyns (1350-1400), disciple de Gérard Groote (1340-1384) qui réunit des clercs du chapitre de Deventer. Initialement les clercs, tout en pratiquant la vie commune, n'émettent pas de vœux religieux et vivent de leur travail, s'adaptant aux règles spirituelles de la devotio moderna ; Après la mort de Groote, certains frères de la communauté, suivant la volonté du fondateur, commencent à suivre la règle de saint Augustin et fondent les chanoines réguliers de Windesheim. Les chanoines réguliers se propagent aux Pays-Bas et en Rhénanie et influencent la formation de certains grands humanistes chrétiens (Érasme, Nicolas de Cues) mais disparaissent au XVIe siècle.

## Activités et diffusion
Les frères de la vie commune se consacrent à la liturgie des Heures, à l'Adoration eucharistique et aux études.
Au 31 décembre 2015, la congrégation comptait 3 maisons et 27 religieux dont 20 prêtres.

## Source
- (it) Cet article est partiellement ou en totalité issu de l’article de Wikipédia en italien intitulé « Canonici regolari della Congregazione dei Fratelli della vita comune » (voir la liste des auteurs).